# Traité sino-portugais de Pékin

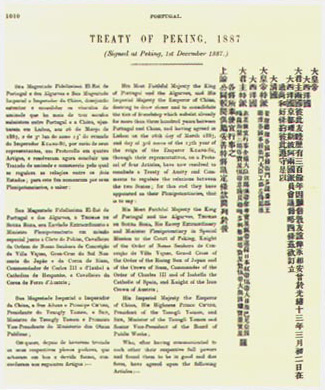
Traité sino-portugais de Pékin

Le traité sino-portugais de Pékin est un traité signé entre le royaume de Portugal et la Chine impériale de la dynastie Qing le 1er décembre 1887, cédant notamment le territoire de Macao au Portugal pour 99 ans. C'est l'un des traités inégaux, signés entre les puissances coloniales occidentales et les puissances colonisées d'Extrême-Orient.

## Signature du traité
Macao était déjà sous contrôle du Portugal depuis le XVIe siècle, sans que ce contrôle ne soit reconnu officiellement par la Chine. Une première tentative de signature d'un traité sino-portugais avait déjà été faite à travers le traité de Commerce de Tianjin (pt), signé le 13 août 1862. Cependant, après deux années sans ratification par la Chine, il devint nul. Le royaume de Portugal trouva une nouvelle opportunité pour signer un traité à la suite de la seconde guerre de l'opium qui avait considérablement affaibli la Chine. C'est dans ce contexte qu'un émissaire portugais, Tomás de Sousa Rosa, fut envoyé en Chine afin d'y signer un nouveau traité le 1er décembre 1887.

## Différentes interprétations
Selon l'interprétation portugaise, la souveraineté sur Macao était transférée perpétuellement au Portugal. La Chine considérait quant à elle que seul le pouvoir administratif avait été transféré.
En 1974, après la révolution des Œillets au Portugal, le gouvernement portugais décida d'accorder leur indépendance à toutes les colonies outre-mer et reconnut l'appartenance de Macao à la Chine. La Chine refusa la charge de l'administration du territoire.
À la suite de l'amélioration des relations entre la Chine et le Portugal, la question du retour de Macao dans le giron de la Chine fut envisagée sérieusement par les deux pays. Lors du rétablissement des relations diplomatiques officielles le 8 février 1978, les deux gouvernements s'accordèrent pour dire que Macao faisait partie de la Chine, bien que provisoirement sous administration portugaise. La question fut résolue au travers de négociations qui s'achevèrent en avril 1987 par la signature de la Déclaration commune sino-portugaise sur la question de Macao, annonçant, pour le 20 décembre 1999, le retour de Macao sous souveraineté chinoise.
Macao est aujourd'hui une région administrative spéciale. Sous la formule « un pays, deux systèmes », Macao ne pratique pas le système économique socialiste de la Chine continentale et possède un haut niveau d'autonomie, sauf en matière de défense et d'affaires étrangères.